# ناتاشا لو (رسامة)
ناتاشا لو (بالإنجليزية: Natasha Law)‏ هي رسامة ومصممة جرافيك بريطانية، ولدت في 1970 في لويشام ‏ في المملكة المتحدة.